# Močare
Močare en serbe latin et Moçar en albanais (en serbe cyrillique : Мочаре) est une localité du Kosovo située dans la commune/municipalité de Kamenicë/Kosovska Kamenica, district de Gjilan/Gnjilane (Kosovo) ou district de Kosovo-Pomoravlje (Serbie). Selon le recensement kosovar de 2011, elle compte 113 habitants.

## Histoire
Sur le territoire du village se trouve le monastère orthodoxe serbe d'Ubožac, fondé au XIVe siècle ; il est inscrit sur la liste des monuments d'importance exceptionnelle de la république de Serbie et sur la liste des monuments culturels du Kosovo.

## Démographie

### Évolution historique de la population dans la localité
| 1948 | 1953 | 1961 | 1971 | 1981 | 1991 | 2011 |
| ---- | ---- | ---- | ---- | ---- | ---- | ---- |
| 404  | 423  | 467  | 483  | 414  | 349  | 113  |

|  |

### Répartition de la population par nationalités (2011)
En 2011, les Serbes représentaient 98,23 % de la population.